# U.S. Men's Clay Court Championships 2025
U.S. Men's Clay Court Championships 2025 — тенісний турнір, що проходив на ґрунтових кортах у місті Х'юстон, США з 31 березня до 6 квітня. Належав до категорії ATP 250.

## Фінальна частина

### Одиночний розряд
Дженсон Бруксбі —  Френсіс Тіафо 6–4, 6–2

### Парний розряд
Фернандо Ромболі /  Джон-Патрік Сміт —  Федеріко Агустін Гомес /  Сантьяго Гонсалес 6–1, 6–4